# Vecrīga
Vecrīga ("Vecchia Riga") è il centro storico e un quartiere (noto anche come Vecpilsēta) di Riga, in Lettonia, situato nel distretto centrale sulla sponda orientale del fiume Daugava. Vecrīga è famosa per le sue antiche chiese e cattedrali, come la Cattedrale di Riga e la Chiesa di San Pietro.

## Storia
Vecrīga è l'area originaria di Riga e comprende i confini storici della città prima che la città venisse notevolmente ampliata alla fine del XIX secolo. Vecrīga un tempo era protetta da un muro di cinta, tranne per il lato adiacente alla riva del fiume Daugava. Quando le mura furono demolite, le acque della Daugava furono deviate nell'area della vecchia cinta muraria, creando il Canale della città di Riga.

### Patrimonio
All'inizio degli anni '90 Vecrīga divenne un'area pedonale, dove solo i veicoli dei residenti della zona e quelli per le consegne ai negozi potevano entrare con permessi speciali. Vecrīga fa parte di un sito patrimonio mondiale dell'UNESCO denominato "Centro storico di Riga", che comprende anche la maggior parte del distretto di Centrs.
Vecrīga è la parte più antica di Riga e, anche se in origine la maggior parte degli edifici erano fatti di legno, attualmente ci sono molte opere architettoniche rimaste dei tempi del Medioevo, del Rinascimento e del Barocco in mezzo a notevoli edifici in stile Art Nouveau, in particolare quelli creati dall'architetto di fama locale e internazionale Michail Osipovič Ėjzenštejn.

## Monumenti principali

### Chiese
- Chiesa di San Pietro
- Cattedrale della Cupola
- Cattedrale di San Giacomo
- Chiesa di San Giovanni
- Chiesa della Madonna Addolorata
- Chiesa Anglicana
- Chiesa riformata
- Chiesa di Maria Maddalena

### Musei
- Museo Militare
- Museo della Storia di Riga e della Navigazione
- Museo dello Sport
- Museo lettone della farmacia
- Museo lettone della fotografia
- Castello di Riga
- Museo lettone di storia nazionale
- Borsa del Museo d'arte di Riga
- Museo delle arti decorative e applicate
- Museo dell'occupazione della Lettonia
- Museo lettone di architettura
- Museo del cinema di Riga
- Museo del Fronte Popolare

## Galleria d'immagini

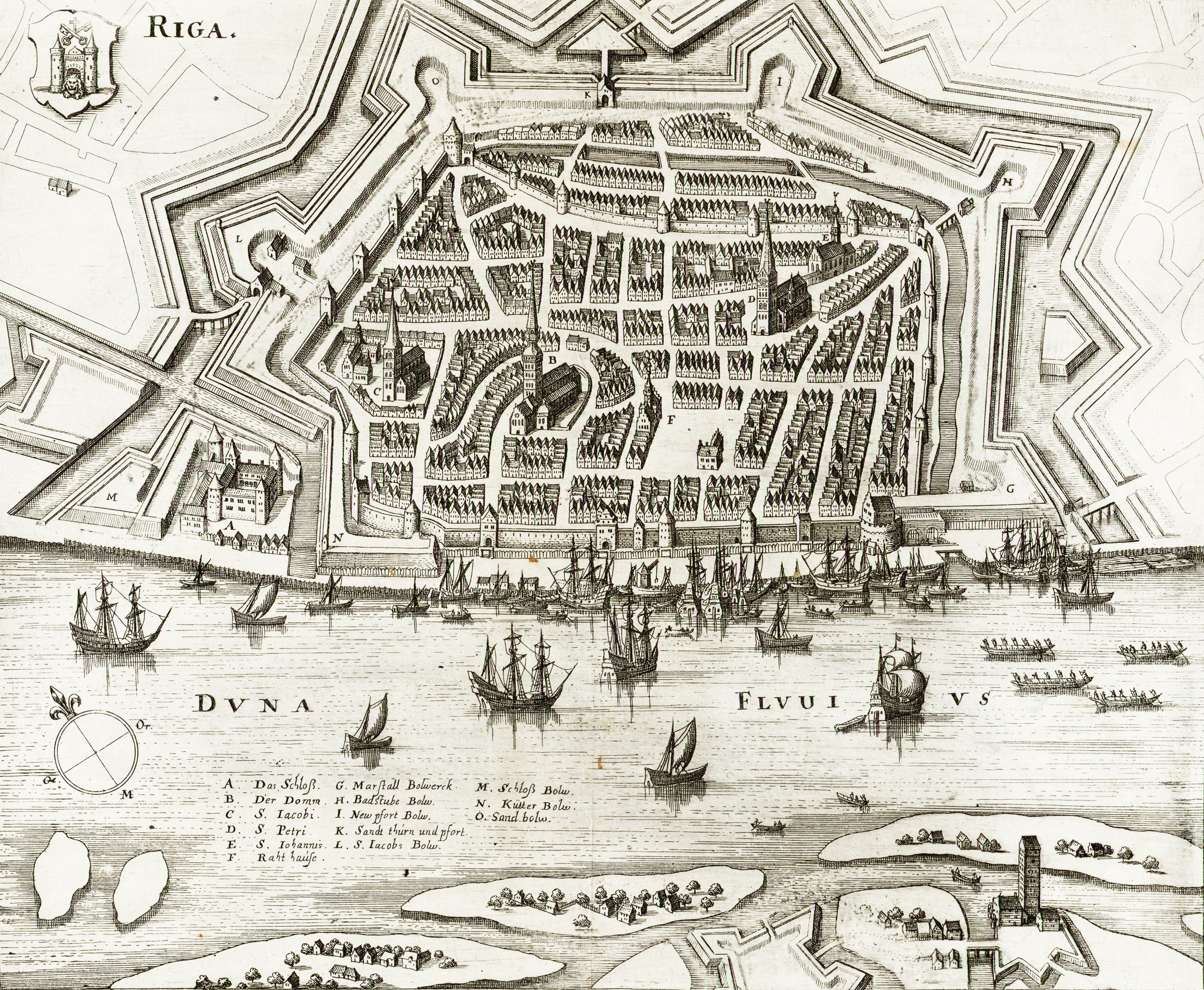
I confini originali della Vecchia Riga in una mappa del 1637
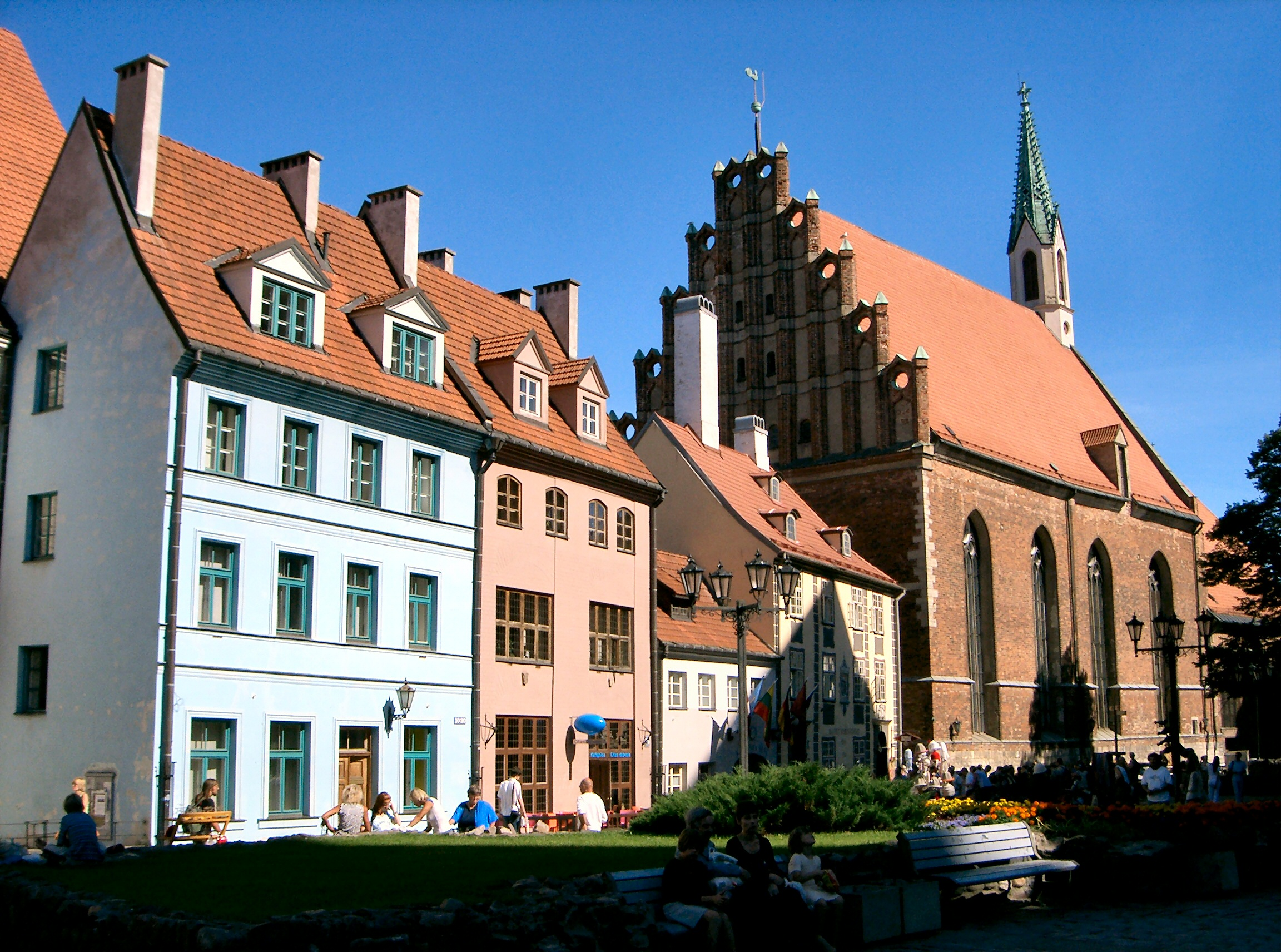
Chiesa di San Giovanni
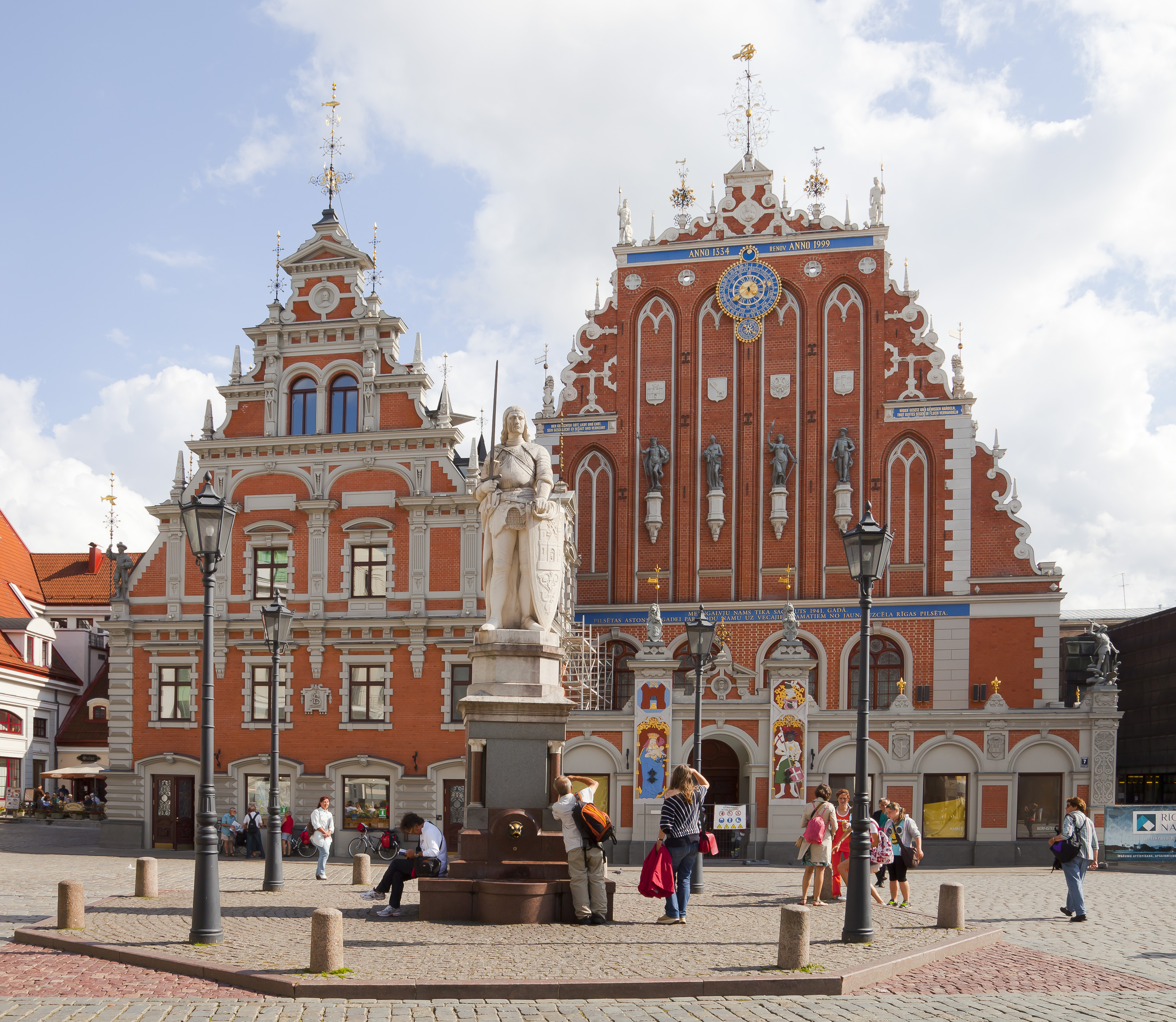
La Casa delle Teste nere e la statua di Rolando
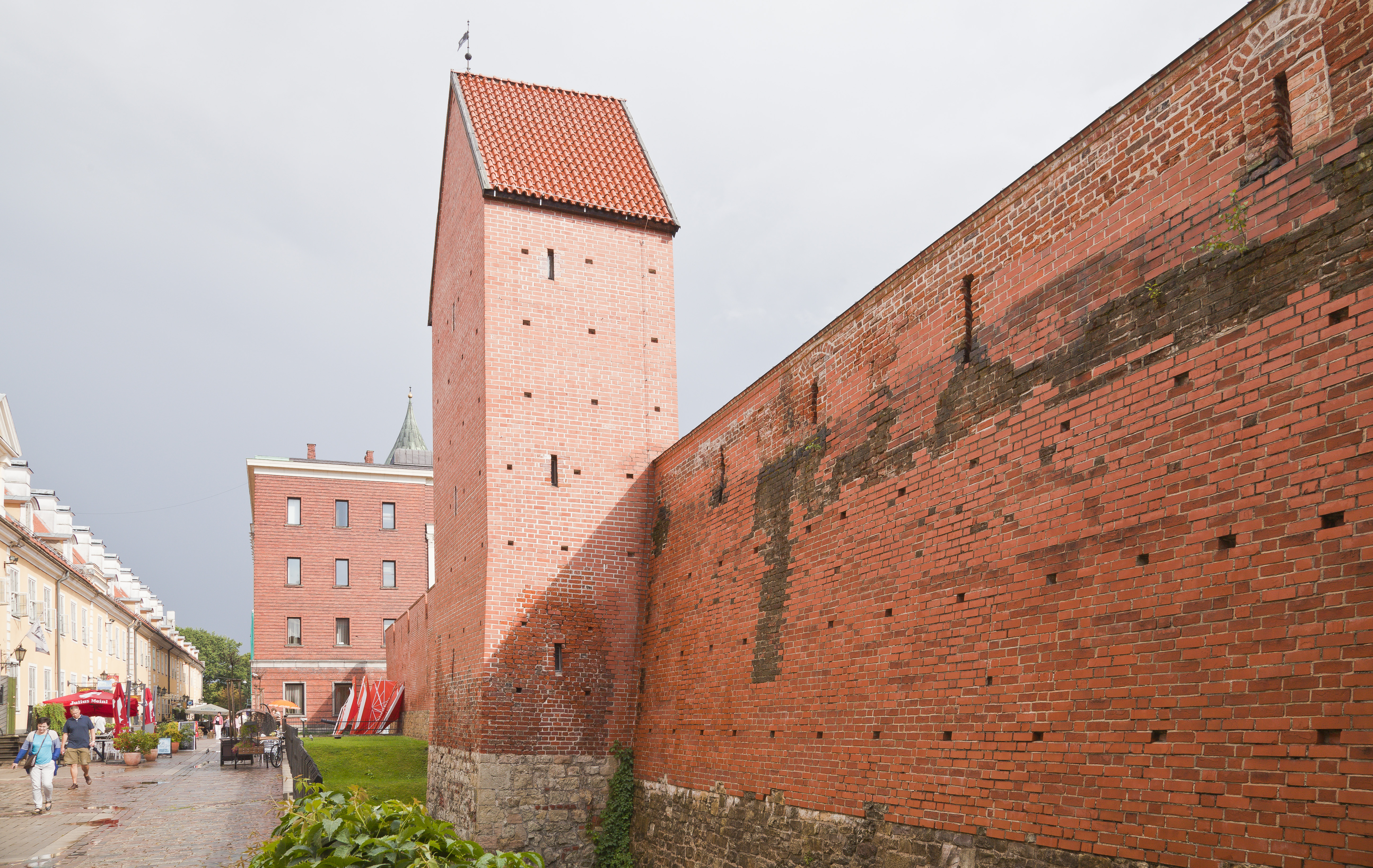
Sezione ricostruita delle mura medievali della città
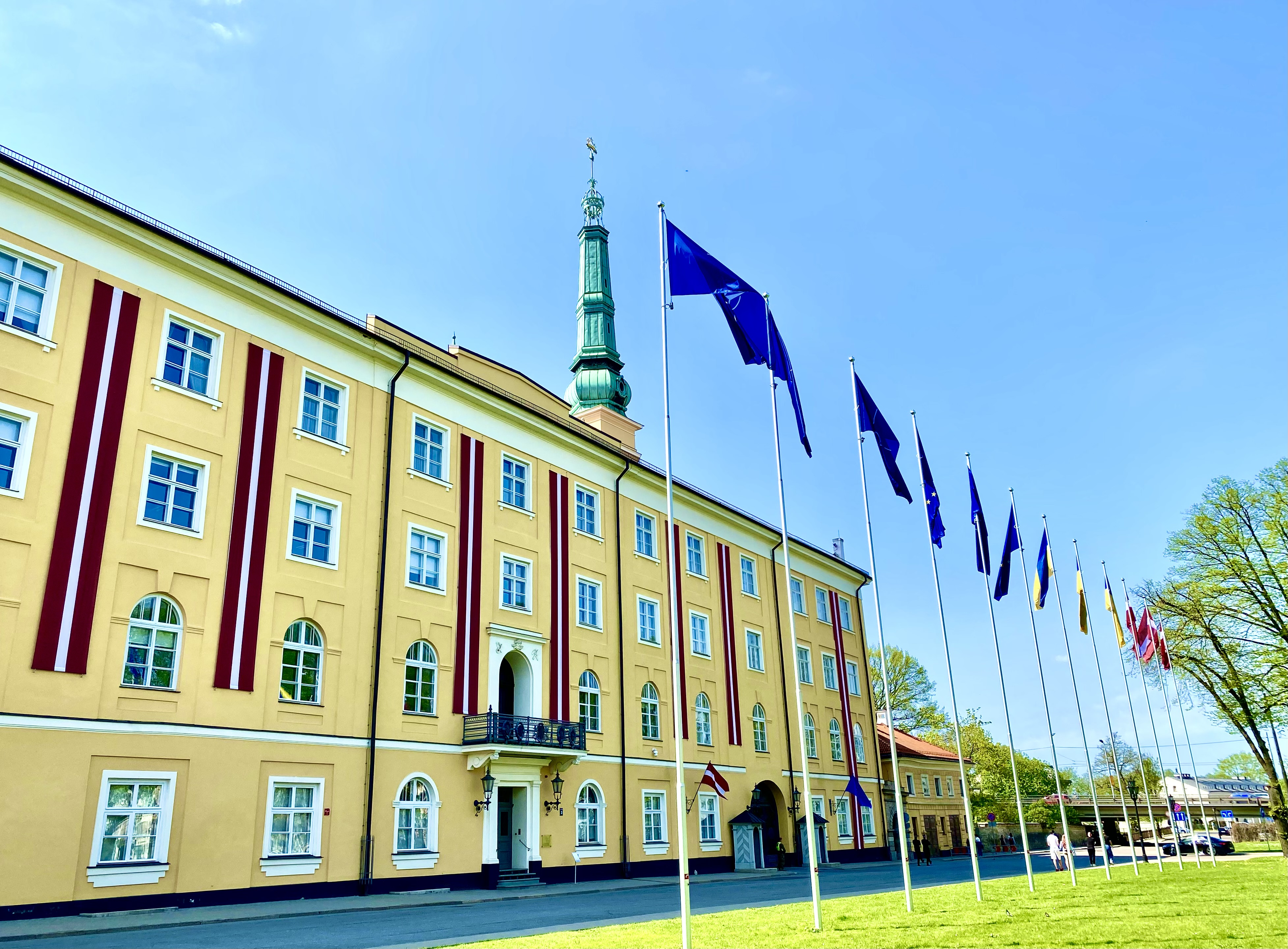
Castello di Riga
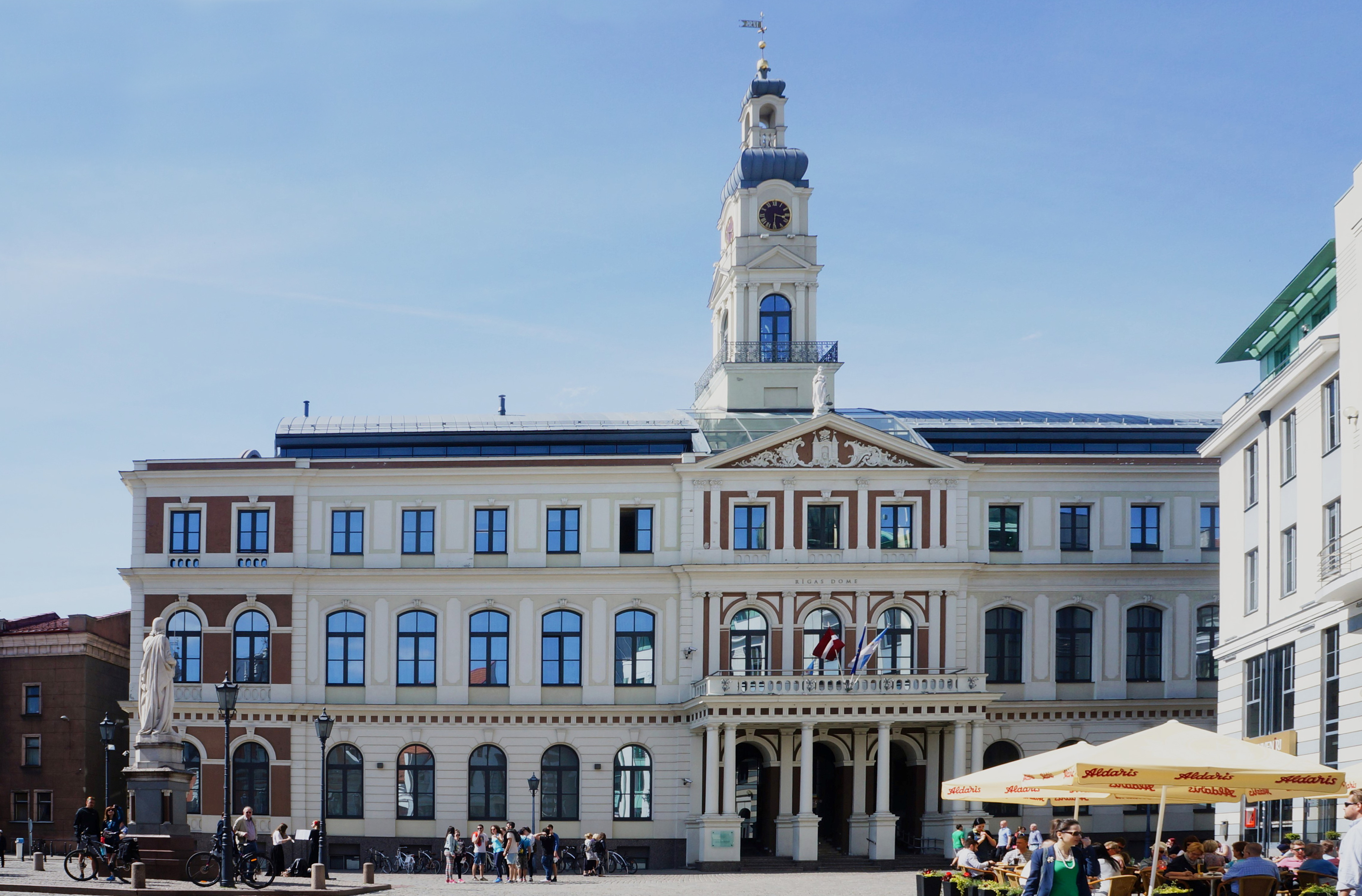
Municipio di Riga
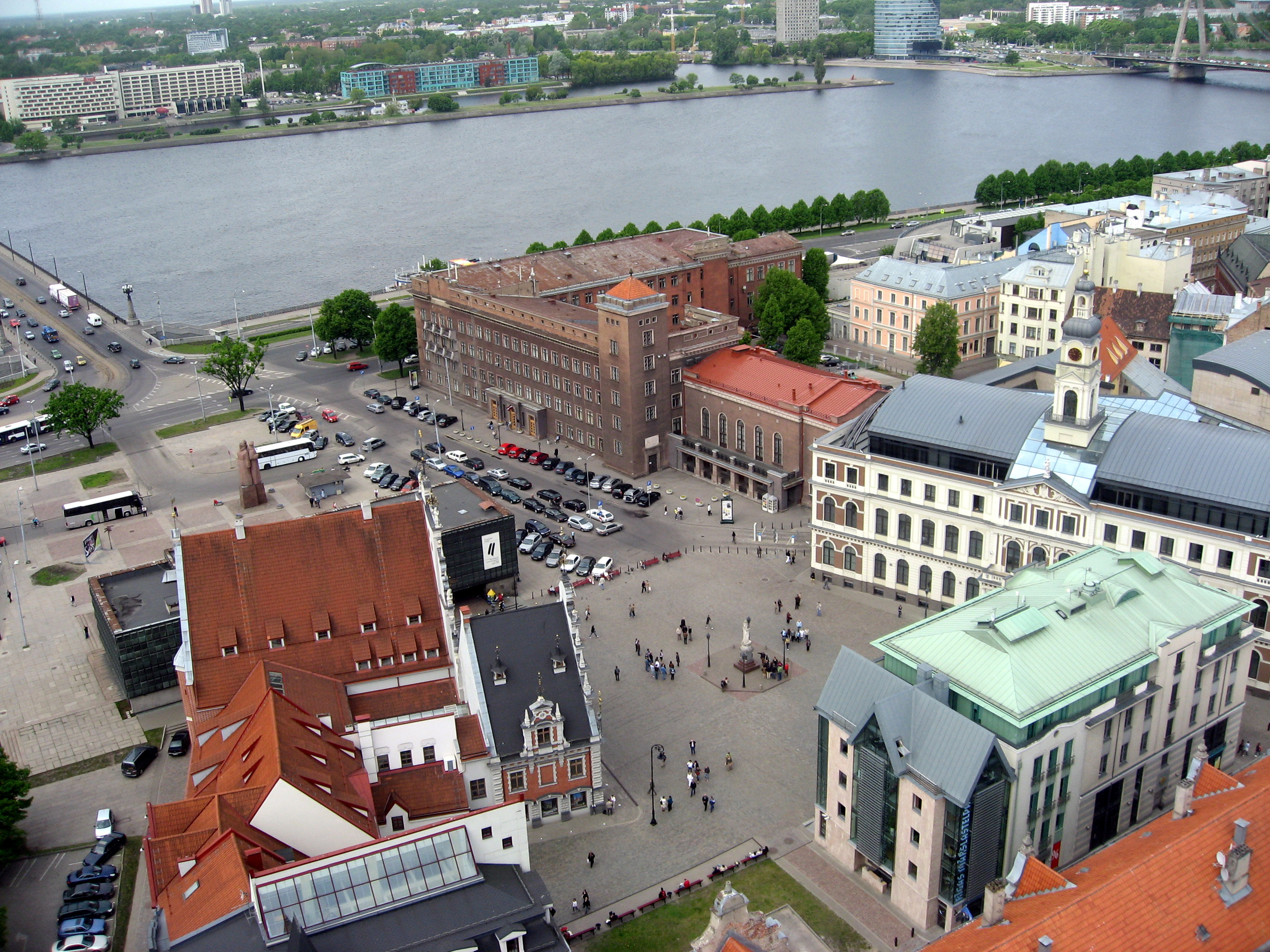
Vista aerea della piazza del Municipio
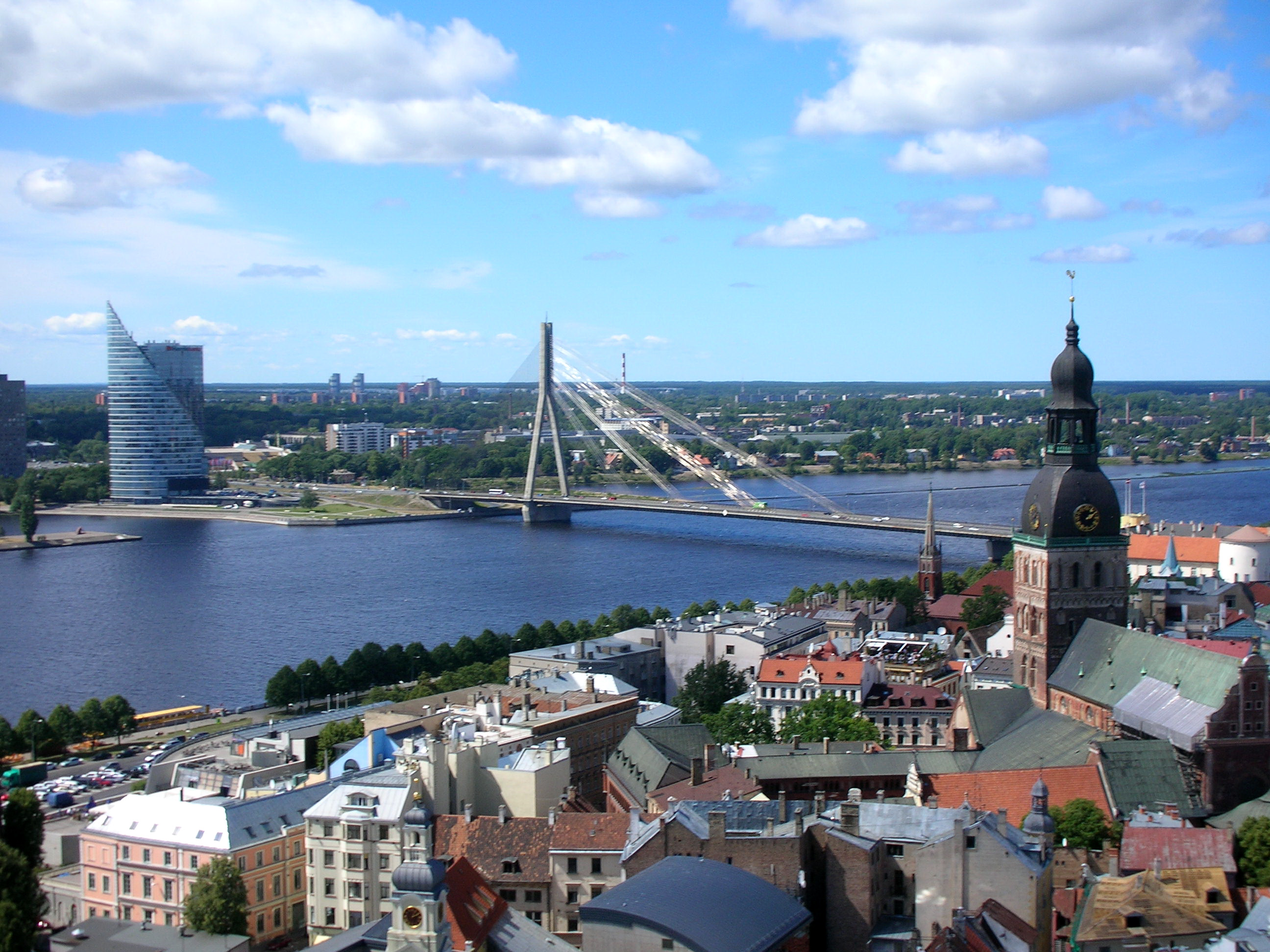
Vista del Ponte Vanšu